# Musa Baluku
Musa Seka Baluku é um militante ugandense e atual líder das Forças Democráticas Aliadas, um grupo rebelde insurgente em Uganda e na República Democrática do Congo. Ele assumiu o comando da organização após a prisão em 2015 do seu ex-líder, Jamil Mukulu, na Tanzânia.
Baluku está sob sanções das Nações Unidas e dos Estados Unidos por atividades terroristas.